# Kuščar ovratničar
Kuščar ovratničar (znanstveno ime Chlamydosaurus kingii) je 45 do 90 centimetrov dolg in do 500 gramov težak kuščar. Nosi ovratnik s premerom 20-25 centimetrov, ki je skoraj vedno položen na njegovo telo. V nevarnosti ga razpre, začne spuščati sikajoče glasove in tolče z repom levo in desno. Živi na drevesih v severni Avstraliji in Novi Gvineji. Na tleh je zelo hiter in teka pokonci po zadnjih tacah.

## Način življenja
Kot večina kuščarjev je tudi kuščar ovratničar aktiven podnevi, saj je hladnokrvna žival in potrebuje toploto, da mu ogreje kri. Ko se počuti ogroženega, se obrne proti sovražniku in razpre svoj ovratnik, ker tako izgleda veliko večji in strašnejši. Ovratnik ima različne barvne vzorce. Barvni vzorec je odvisen od življenjskega prostora kuščarja. V južni Avstraliji je le-ta rumen s črnimi in belimi vzorci, bolj proti severu pa je oranžne barve z rdečim, črnim in belim vzorcem. Ovratnik razpre s pomočjo hrustanca.

## Prehranjevanje
Glavna hrana tega kuščarja so žuželke, pajki in mali sesalci. Sam kuščar pa je plen številnim pticam, kačam in sesalcem, zato se je prisiljen skrivati.

## Razmnoževanje
Kuščar ovratničar ima zelo zapletene načine pridobivanja samic za parjenje. Samico snubi vedno samec, ki ima tedaj razprt svoj ovratnik. Samica mu da znak, da je pripravljena na parjenje in nato se začne snubljenje. Jajca se oplodijo v telesu živali. Iz jajc se mladiči izležejo po osmih do dvanajstih dnevih. Po leženju jajc samica ne skrbi zanje in za svoje mladiče, zato so takoj, ko se izležejo samostojni.

## Zanimivosti
- Kuščar ovratničar je upodobljen na avstralskem kovancu za 2 centa.
- Ponekod je kuščar ovratničar domača žival, kot hišni ljubljenček.